# Rafael Alves (Schiedsrichter)
Rafael da Silva Alves (* 26. Februar 1996) ist ein brasilianischer Fußballschiedsrichterassistent. Er steht seit 2020 auf der Liste der FIFA-Schiedsrichter.

## Karriere
Nach ersten Schritten in lokalen Ligen kam er nach seiner Aufnahme auf die FIFA-Liste auch international bei Freundschaftsspielen und in der Copa Libertadores als Assistent zum Einsatz. Später gehörte er zum Team von Ramon Abatti bei der U-20-Südamerikameisterschaft 2023 sowie der U-20-Weltmeisterschaft 2023.
Anfang April 2024 wurde er für die Olympischen Sommerspiele 2024 erneut als Assistent in das Team von Abatti berufen.